# Schlacht bei Cremona (1702)
Carpi – Chiari – Cremona – Castiglione (I) – Santa Vittoria – Luzzara – Cassano – Nizza – Calcinato – Turin – Castiglione (II) – Gaeta – Syrakus
Die Schlacht bei Cremona (auch Handstreich von Cremona genannt) war eine Schlacht des Spanischen Erbfolgekrieges, die am 1. Februar 1702 zwischen Frankreich und kaiserlichen Truppen stattfand.
Fünf Monate nachdem Prinz Eugen von Savoyen die französischen Truppen in der Schlacht bei Chiari in der Lombardei zurückschlagen konnte, stieß er in einer Offensive westwärts mit dem Heer des römisch-deutschen Kaisers Leopold I. nach Cremona am Fluss Po vor.
Eugen plante einen Handstreich auf Cremona mit Hilfe eines ortsansässigen Priesters, der 400 Kaiserliche durch einen Kanal in die Stadt lassen sollte. Diese sollten dann das Stadttor am Po für weitere Truppen unter Charles Thomas de Lorraine-Vaudémont öffnen.
Am 1. Februar 1702 überraschte Prinz Eugen durch seinen nächtlichen Angriff die französische Besatzung Cremonas unter Marschall François de Neufville, duc de Villeroy. Die Stadt konnte vom Prinzen erobert und der Herzog von Villeroy gefangen genommen werden. Die kaiserlichen Truppen nahmen eine große Zahl von Franzosen gefangen, auch hochrangige Offiziere. 1000 Soldaten wurden bei dem Angriff getötet, viele von ihnen im Schlaf.
Doch der Plan verlief nicht ganz so erfolgreich, denn die Truppen unter Vaudemont wurden durch schwieriges Terrain aufgehalten und erreichten Cremona später als geplant. Die Zitadelle von Cremona konnte gehalten werden, weil eine wichtige Brücke durch die Verteidiger gesprengt wurde und auch dank der hartnäckigen Verteidigung des Po-Tors durch die französische Irische Brigade. Da sich eine französische Entlastungsarmee Cremona näherte, war Eugen gezwungen sich zurückzuziehen.